# Hettita művészet
A hettiták művészete a Kr. e. 2 évezredben virágzott Anatólia középső és keleti részén. Közvetlen előzménye Anatólia bronzkori kultúrája, a művészet később Mezopotámia művészetének hatása alá került.

## Előzmények
Anatólia bronzkori kultúrája a Kr. e. 3. évezred végére alakult ki. Vonaldíszes mázas kerámia, aranyedények, bronzból, aranyból, ezüstből és elektronból készült állatalakok, bronz férfi és nőszobrocskák kerültek elő Alaca höyük, Alisar höyük, Hozoztepe lelőhelyeiről.

## Korai korszak
A bronzkori előzményekből alakult ki az önálló hettita kultúra a Kr. e. 2 évezred első évszázadaiban. A kerámiák többszínűek, Kültepe asszír kereskedelmi telephelyről kapták közös elnevezésüket. Időrendben két szakaszt lehet elkülöníteni. Az elsőt, az úgynevezett kappadókiai stílust geometriai díszítés és rendkívüli formagazdagság jellemzi. A másodikban hullámvonalas díszítésű edények dominálnak.
Mezopotámiai hatásra megjelent a fazekaskorong, az így készült edények kiszorították a hagyományos kerámiát. Ezt az újfajta kerámiát állatalakokkal, növényi indákkal díszítették, de előfordul olyan is, ami cipőt vagy csónakost ábrázol evezőssel.

## Hettita Óbirodalom (Kr. e. 1700–1450. körül)
Az előző korszak szerves folytatása. Az edények továbbra is nagy változatosságot mutatnak, de viszonylag nagyszámú előfordulásuk már tömeges termelésre utal, s ez minőségük romlásához vezetett. Ekkor tűntek fel az első pecsétnyomók, ékírásos vagy hieroglif jelekkel. Főbb lelőhelyek Alisar höyük, Bogazköy, Büyükkale.
Épületeik ekkor még jobbára szárított agyagból készültek, de néhány küklopikus maradvány is fennmaradt.

## Újbirodalom (Kr. e. 1450–1200 körül)
Ez az időszak a hettita művészet virágkora. Egyre erősebb mezopotámiai, egyiptomi és szíriai hatások mellett az építészet a legjelentősebb. Általában az újbirodalom művészete egységes stílust mutat.

### Építészet

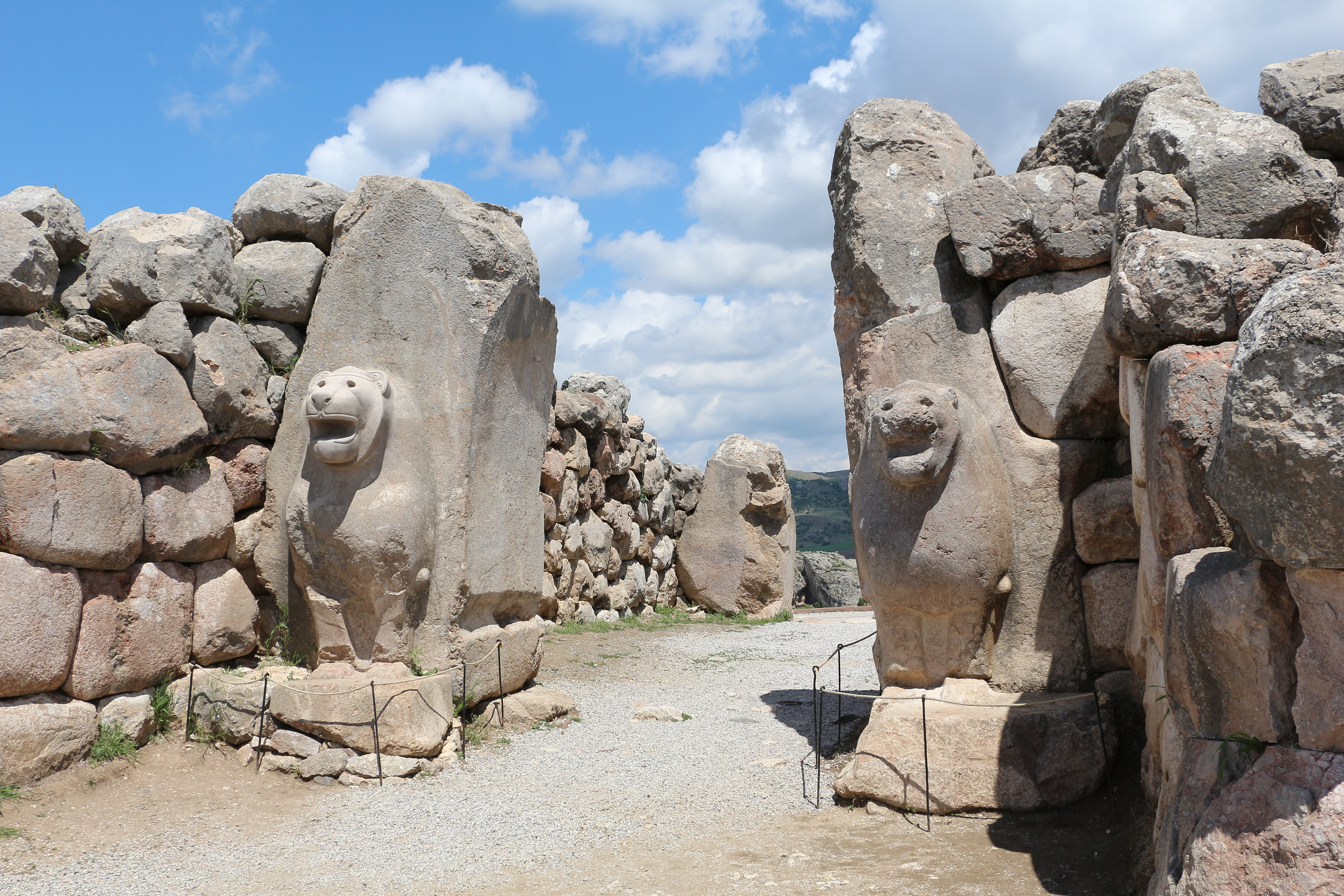
Hattusas oroszlánkapuja

A hettita építészetet az aszimmetria jellemzi. Kerülik a derékszöges falcsatlakozásokat, keskeny, hosszú termeket építenek, ablakaik hatalmas méretűek, míg az ablakpárkány alacsonyan van.
Bogazköy (Hattusas), a főváros és más városok is gyorsan fejlődtek. A főváros vára egészen szokatlan elrendezést mutat, épületei sokkal lazábban kapcsolódnak. Jól megerősített kapuépítmény és bástyák védik. Itt került elő a királyi levéltár és a könyvtár.
A templomok átriumos elrendezést mutatnak, hatalmas méretűek, néha száznál is több fedett helyiséget tartalmaznak.

### Szobrászat

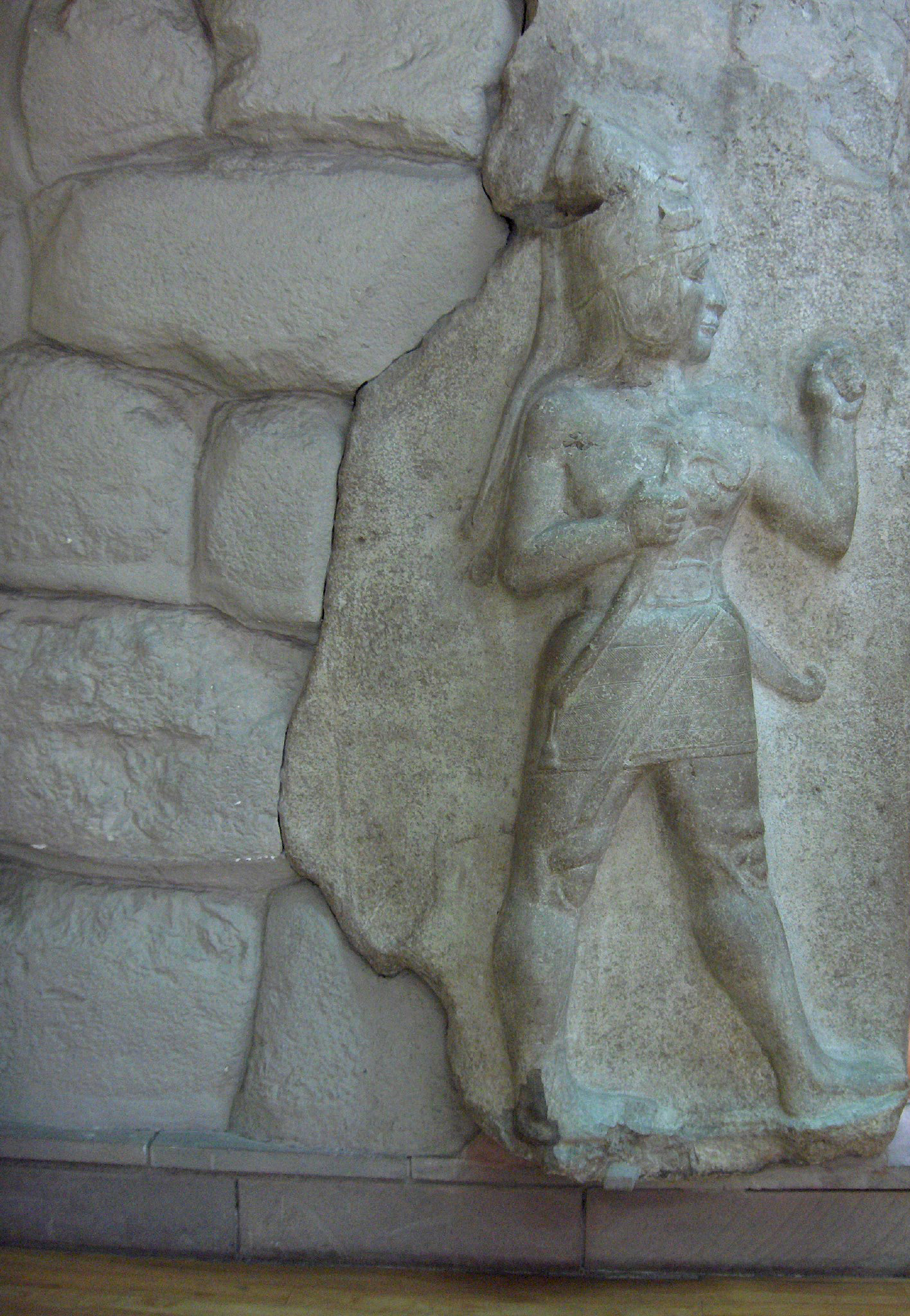
Dombormű Hattusasból

A szobrászat általában az építészethez kapcsolódik. Yazilikaya sziklaszentélyének domborművei jelentősek. Kedveltek voltak az oroszlánok ábrázolásai, főként kapuőrzőként, mellettük szfinxek is előfordulnak.
A reliefek inkább rajzos hatásúak, rajtuk a legnagyobb felületek törvénye érvényesül.

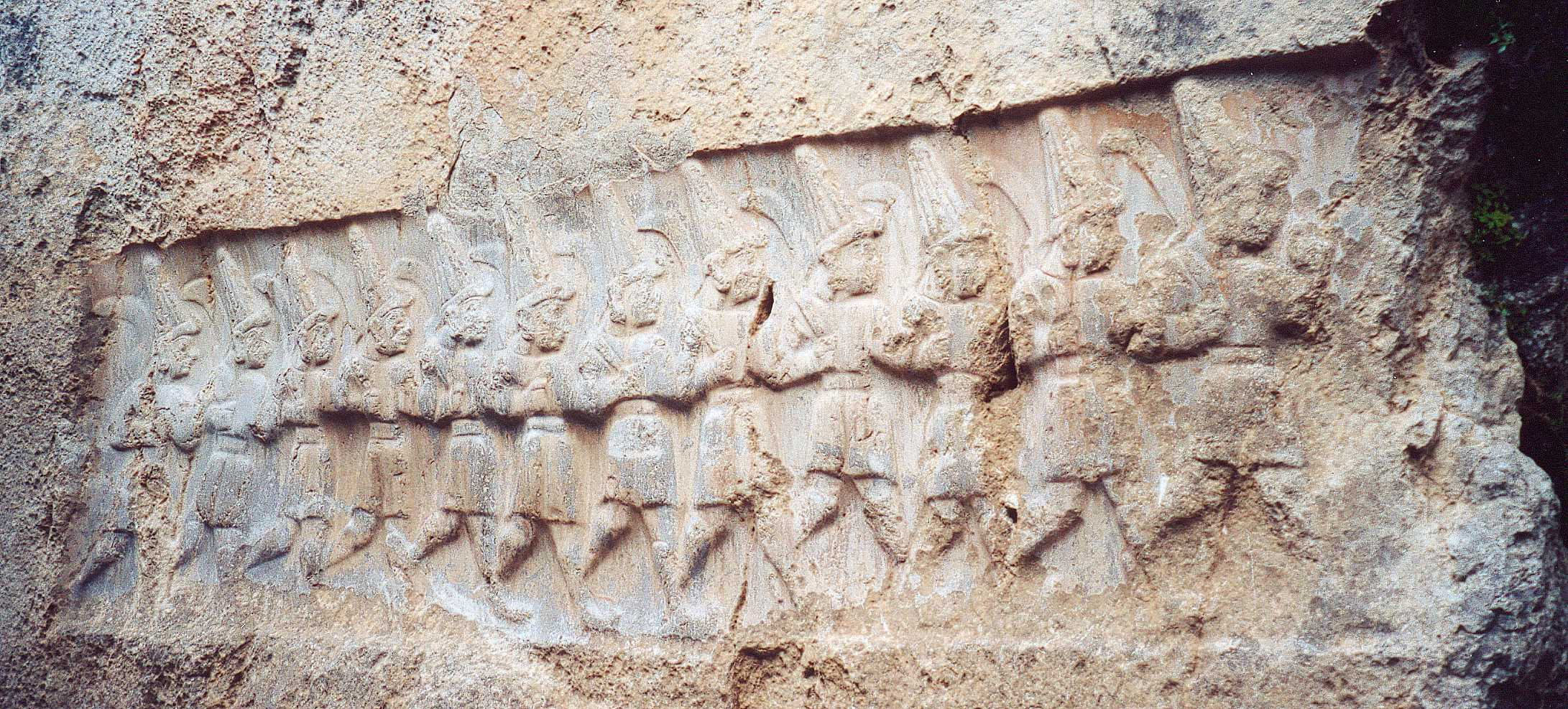
Tizenkét isten Yazilikaya sziklatemplomának szentélyéből

A bronzszobrok érdekessége, hogy az emberi fejek aránytalanul nagyok a testhez képest.
A birodalom erőszakos megszűnése Kr. e. 1200 körül a művészetnek is hirtelen vetett véget. A Kr. e. 8. évszázadig önálló helyi kultúra nem is alakult ki, akkor is csak az asszírok hatására.

## Ajánlott irodalom
- H. Th. Bossert: Altanatolien - Berlin, 1942.
- E. Akurgal: Späthethitische Bildkunst - Ankara, 1949.
- Akurgal – Hirmer: Die Kunst der Hethiter - München, 1961.
- Museum für Anatolische Zivilisationen (Museumführer) Verein zum Schutz und zur Erhaltug des Museums Anatolischer Zivilisationen Publikation Nr I-4. 2005. Vonatkozó rész: p. 117-158. (fordította:Kiss Tamás) leletek: 181-253 -ig - Ankara - ISBN 975-7523-33-x
- Sebastiano Soldi: Az ókori Közel-Kelet művészete - Corvina K. 2005. - ISBN 963-13-5554-3
- Encyclopedia Britannica Hungarica - 005. CD verzió
- M. Roaf: A Mezopotámiai Világ Atlasza - 1998. Helikon K. - ISBN 963-548-790-8
- P. G. Bahn: A régészet világatlasza - Kossuth K. - ISBN 963-09-4372-7
- Jane McIntosh–Clint Twist: Civilizációk - Alexandra K. - ISBN 963-368-095-6
- Goetze, Albrecht "Hittite Myths, Epics, and Legends", Ancient Near East Texts Relating to the Old Testament, - ed. James Pritchard, Princeton University Press, Princeton, 1955.
- Gurney, Oliver Robert. The Hittites. Penguin (1952). ISBN 0-14-020259-5 second edition 1990. Gurney's work is a solid overview of Hittite history, culture, religion, and mythology.
- Hoffner, Harry: Hittite Myths -, Scholars Press, Atlanta, Georgia, 1990.
- S.H.Hooke: Middle Eastern Mythology - Penguin Books, New York, 1963.